# Gmina Warta Bolesławiecka
Gmina Warta Bolesławiecka je polská vesnická gmina v okrese Bolesławiec v Dolnoslezském vojvodství. Sídlem gminy je obec Warta Bolesławiecka. V roce 2020 zde celkem žilo 8 579 obyvatel.
Gmina má rozlohu 110,4 km² a zabírá 8,5% rozlohy okresu. Skládá se z 10 starostenství.

## Starostenství
Iwiny, Jurków, Lubków, Raciborowice Dolne, Raciborowice Górne, Szczytnica, Tomaszów Bolesławiecki, Warta Bolesławiecka, Wartowice, Wilczy Las